# Polygonia comma
Polygonia comma (лат.) — вид бабочек рода Polygonia семейства Нимфалиды.

## Этимология названия
Посередине заднего крыла, на его нижней стороне находится серая полоска напоминающая «запятую», откуда и происходит латинское видовое название — «comma».

## Ареал
Polygonia comma обитает в восточной части Северной Америки, в частности, в центральной и восточной части США.

## Описание
Размах крыльев 45—64 мм. Задний край переднего крыла с характерной полукруглой вырезкой. Центральная ячейка на задних крыльях не замкнута. Внешний край крыльев сильно изрезан. Нижняя сторона крылья покрыта чёрными и коричневыми полосами.
Внешне Polygonia comma схожа с Polygonia interrogationis (Fabricius, 1798), однако они отличаются по форме пятна в виде запятых на нижней стороне крыла.
Другой внешне похожий вид Polygonia satyrus отличается более жёлтой окраской крыльев, пятна у него более крупные и обитают она севернее и западнее ареала Polygonia comma.

## Биология
Бабочки встречаются обычно на опушках лесов в районе рек, прудов, озёр и других водоёмов. Редко питается нектаром цветов, чаще её можно встретить собирающей сок с гниющих фруктов. Яйца зелёного цвета. Откладываются самкой по одному с нижней стороны листьев, которыми питаются гусеницы. По мере роста гусеницы меняют окраску от бледно-зелёного до жёлтого или даже чёрного. Гусеницы покрыты колючками. Кормятся в ночное время. Куколки коричневого цвета, покрытые шипами. Кормовые растения гусениц: Boehmeria cylindrica, хмель (Humulus), Laportea canadensis вяз американский, вида рода крапива.